# Курмаз Тетяна Дмитрівна
Курмаз Тетяна Дмитрівна (17.07.1949, с. Велика Павлівка Зіньківського району Полтавської області) — Почесний громадянин Зіньківщини. 
Із сім'ї колгоспників. 1964 року закінчила 8 класів місцевої середньої школи. Із 1964 по 1969 рік працює на різних роботах у колгоспі ім. Чапаєва.
1969 року Т. Д. Курмаз пішла навчатися на шестимісячні курси трактористів. У 1970—1973 роках без відриву від виробництва навчалася в Хорольському технікумі механізації. Здобула спеціальність техніка-механіка. Із 1969 по 1999 рік працює трактористкою в колгоспі ім. Чапаєва.
Нагороджена: 1975 — Орденом Трудової Слави ІІІ ступеня; 1976 — Орденом Трудової Слави ІІ ступеня; 1988 — Орденом Трудової Слави. Повний кавалер Орденів Трудової Слави.
Із 1999 року пенсіонерка.